# 岡村俊一
岡村 俊一（おかむら しゅんいち、1962年1月19日 - ）は、日本の演出家、演劇プロデューサー、映画監督。妻は元女優の藤谷美和子。

## 人物
広島県広島市比治山町（現：南区比治山町）出身で、修道高校、同志社大学を卒業する。
セゾン劇場プロデューサーを経て、1991年演劇制作会社「R・U・P」設立に参加し、以降『蒲田行進曲』、『つかこうへいダブルス』、つかこうへい晩年の作品や、2010年つかこうへい追悼公演『広島に原爆を落とす日』を演出する。つかこうへい作・演出『リングリングリング』では役者（岡村腎一役）として出演する。
演出家として『東亜悲恋』、『あずみ』、『何日君再来』、劇団EXILE公演など話題作品を発表し、『視点・論点』（日本放送協会）に出演する。
2005年12月、女優の藤谷美和子と結婚。2008年1月開校の新宿村演技塾で講師を務める。

## 舞台
- 少年隊ミュージカル PLAYZONE（主演：少年隊）（2001 - 2006年 脚本・演出）
- 飛龍伝'90（主演：筧利夫・富田靖子）（1990年、セゾン劇場、プロデュース）
- 怪談・にせ皿屋敷（主演：香取慎吾・藤谷美和子）（1994年、パルコ劇場）（1997年、青山劇場）
- フォーティンブラス〜オリジナルスマイル〜（主演：草彅剛・井ノ原快彦）（1995年）
- 広島に原爆を落とす日（主演：稲垣吾郎）（1997年、紀伊國屋サザンシアター、プロデュース）
- 銀河の約束（出演：中村雅俊・広末涼子）（1998年、東京芸術劇場 中劇場、フェスティバルホール ほか、演出）
- 新幕末純情伝（主演：藤谷美和子・筧利夫）（1998年、Bunkamuraシアターコクーン）（1999年、セゾン劇場）
- 蒲田行進曲（主演：錦織一清・草彅剛）（1999年、Bunkamuraシアターコクーン、プロデュース）（2000年、青山劇場、プロデュース）
- 東京サンダンス（主演：坂本昌行、長野博、井ノ原快彦）（2000年、近鉄劇場、パルコ劇場、メルパルクホール福岡、プロデュース）
- 七色インコ（主演：稲垣吾郎・宮沢りえ）（2000年、赤坂ACTシアター、プロデュース）
- 二万七千光年の旅（主演：三宅健）（2001年、パルコ劇場）
- 東京サンダンス〜21世紀への伝言〜（主演：坂本昌行・長野博・井ノ原快彦）（2001年、Bunkamuraシアターコクーン、近鉄劇場、メルパルクホール福岡、プロデュース）
- 青木さん家の奥さん（主演：大野智・横山裕）（2001年、アートスフィア、大阪厚生年金芸術ホール、プロデュース）
- The Kiss of an Invisible Man 〜透明人間の蒸気〜（主演：筧利夫）（2002年、野田秀樹作）
- 東亜悲恋（主演：井ノ原快彦・横山裕）（2002年、新国立劇場中劇場、韓国ソウル市アーツプールセンター ほか、演出）
- トンカツロック（主演：坂本昌行・長野博・井ノ原快彦）（2002年、Bunkamuraシアターコクーン、近鉄劇場、メルパルクホール福岡、プロデュース）
- スサノオ-神の剣の物語-（主演：松岡昌宏・佐藤仁美・生田斗真）（2002年、赤坂ACTシアター、NHK大阪ホール、プロデュース）
- フォーティンブラス（主演：長野博・村上信五）（2003年、東京グローブ座、近鉄劇場、演出）
- ロミオとジュリエット（主演：東山紀之・瀬戸朝香）（2004年、東京グローブ座、NHK大阪ホール、プロデュース）
- つかこうへいダブルス2003 幕末純情伝／飛龍伝（主演：筧利夫・広末涼子）（2003年、青山劇場、プロデュース）
- 大野智「プーシリーズ」（主演：大野智）（2003年、2005年、2006年、2008年、東京グローブ座、青山劇場 ほか、プロデュース）
- SAY YOU KIDS（主演：坂本昌行・長野博・井ノ原快彦）（2004年、Bunkamuraシアターコクーン、梅田芸術劇場シアター・ドラマシティ、プロデュース）
- あずみ（主演：黒木メイサ・生田斗真・長谷川純）（2005年、2006年）
- 歩兵の本領 soldier's mind（2005年、プロデュース）
- SHINKANSEN☆NEXUS「荒神」（主演：森田剛）（2005年、青山劇場、大阪厚生年金会館芸術ホール、プロデュース）
- エビ大王（主演：筧利夫）（2005年、青山劇場、演出）
- 何日君再来（主演：筧利夫）（2007年、日生劇場、演出）
- す・け・だ・ち（主演：筧利夫・松浦亜弥）（2007年、新宿コマ劇場、演出）
- 劇団EXILE 太陽に灼かれて（主演：EXILE）（2007年、品川ステラボール、演出）
- 女ねずみ小僧（主演：大地真央）（2007年、明治座、演出）
- 劇団EXILE第2回 CROWN 〜眠らない、夜の果てに…〜（出演：EXILE・千原ジュニア・吉瀬美智子）（2008年、青山劇場、演出）
- エブリ リトル シング（2008年 紀伊國屋サザンシアター、演出）
- ココロノカケラ（出演：YU-KI (TRF)・鈴木亜美・西島隆弘 (AAA)・相葉弘樹）（2008年、青山劇場、演出）
- SAMURAI 7（出演：加藤雅也）（2008年、新宿コマ劇場）
- 蛇姫様（出演：USA(EXILE）・山口紗弥加・藤原一裕（ライセンス）（2009年、ル・テアトル銀座、企画）
- T4ファーストコンサート（出演：紫吹淳・湖月わたる・彩輝なお・貴城けい）（2009年、東京国際フォーラム、演出）
- 女信長（出演：黒木メイサ・中川晃教・山崎銀之丞・有森也実・石田純一）（2009年、青山劇場、演出）
- エブリ リトル シング'09（出演：内山理名）（2009年、天王洲 銀河劇場、演出）
- 劇団EXILE第3回 Words 〜約束/裏切り〜 すべて、失われしもののため…（出演：AKIRA・MATSU・KEIJI（EXILE）・荻野目慶子）（2009年、青山劇場、演出）
- ジェロ1stコンサート 一期一会2009全国ツアー（2009年、演出）
- 劇団EXILEJUNCTION#1 ナイト バレット-Night Ballet-（出演：KENCHI・KEIJI・TETSUYA・NAOTO・NAOKI(EXILE)）（2010年 銀河劇場、シアターBRAVA!、演出）
- 嗚呼、田原坂（出演：早乙女太一・持田真樹・高部あい・内野謙太・山本亨・山崎銀之丞・知念里奈）（2010年、明治座、演出）
- 劇団EXILE第4回 DANCE EARTH〜願い〜（出演：USA・NESMITH・NAOTO・NAOKI（EXILE）・遠野あすか・松田美由紀）（2010年 品川プリンスホテル ステラボール、演出）
- 広島に原爆を落とす日（主演：筧利夫）（2010年、Bunkamuraシアターコクーン、演出）
- 花の武将（ひと） 前田慶次（出演：片岡愛之助･佐藤江梨子･角田信朗･賀来千香子）（2010年、大阪松竹座、演出）
- SAMURAI 7（出演：三浦翔平・西島隆弘(AAA)・相葉弘樹・橘大五郎･高橋広樹･住谷正樹(レイザーラモン) ・中川晃教(特別出演) ・加藤雅也）（2010年 青山劇場、演出）
- 熱海殺人事件NEXT（出演：山崎銀之丞･長谷川京子･柳下大･武田義晴）（2011年、紀伊國屋ホール、演出）
- 早乙女太一公演 新説・天一坊騒動（出演：早乙女太一･田中健・有森也実･山崎銀之丞･佐藤めぐみ･山本亨･高月彩良）（2011年、明治座、演出）
- 劇団EXILE W-IMPACT レッドクリフ-戦-（出演：MAKIDAI･市川右近･KENCHI・山本亨･山崎銀之丞･陣内孝則）（2011年、青山劇場、演出）
- 早乙女太一公演 GOEMON（出演：早乙女太一･すみれ･松村雄基･堤大二郎･山本亨･桜木健一･波乃久里子）（2012年、明治座、御園座、演出）
- 熱海殺人事件NEXT（出演：山崎銀之丞･長谷川京子･武田義晴･中村蒼）（2012年、紀伊國屋ホール ほか、演出）
- 新･幕末純情伝（主演：桐谷美玲）（2012年、Bunkamuraシアターコクーン）
- 明治座創業140周年記念 大江戸緋鳥（おおえどひちょう）808 （出演：大地真央･湖月わたる･貴城けい･原田龍二･市瀬秀和･未沙のえる･山崎銀之丞･東幹久）（2012年、明治座、演出）
- 劇団EXILE 影武者独眼竜（出演：MAKIDAI･片岡愛之助･福田沙紀･山崎銀之丞･平沼紀久･秋山真太郎・有森也実・KEIJI）（2012年、Bunkamuraシアターコクーン、オリックス劇場、演出）
- 熱海殺人事件 40years' NEW（出演：馬場徹･NAOKI･大谷英子･牧田哲也）（2013年、紀伊國屋ホール ほか、演出）
- 早乙女太一公演 神州天馬侠（出演：早乙女太一・馬場徹･矢崎広･鈴木亜美・市瀬秀和･山下翔央･荒井敦史･山崎銀之丞･酒井敏也･松村雄基･波乃久里子）（2013年、明治座、演出）
- 明治座 巴御前 女武者伝説 （出演：黒木メイサ・的場浩司･堀井新太･大河元気・大久保祥太郎･山崎銀之丞･愛原実花･西岡德馬）（2013年、明治座、演出）
- SHIBUYA 初見参！『早乙女太一“原点進化”』 早乙女太一のSEVEN DAYS（出演：早乙女太一／劇団朱雀･葵陽之介･早乙女友貴･久保田創･ほか）（2013年、PARCO劇場、総合演出）
- 飛龍伝21 ～殺戮の秋 （出演：桐谷美玲･神尾佑･中河内雅貴･細貝圭･山本亨 ほか）（2013年、青山劇場、演出）
- 灼熱のゲリラ 5DAYSスペシャル 『広島に原爆を落とす日』（出演：馬場徹・細貝圭･相馬圭祐･上鶴徹）（2013年、俳優座劇場、演出）
- 熱海殺人事件 Battle Royal（出演：馬場徹・大谷英子・柳下大・牧田哲也・KENCHI）（2014年、紀伊國屋ホール、演出）
- 怪談・にせ皿屋敷（出演：早乙女太一・山本美月・馬場徹・山崎銀之丞 ほか）（2014年、青山劇場、演出）
- つかこうへいダブルス 新・幕末純情伝／広島に原爆を落とす日 （出演：神尾佑・河北麻友子・馬場徹 ほか）（2014年、シアタートラム、演出）
- つかこうへいTriple impact 初級革命講座 飛龍伝／いつも心に太陽を （出演：神尾佑・大谷英子・吉田智則・柳下大・高橋龍輝）（2015年、紀伊國屋ホール ほか、演出）
- AZUMI 幕末編（出演：川栄李奈・浅香航大 ほか）（2015年、新国立劇場中劇場、脚本・演出）
- Dステ17th『夕陽伝』（出演：瀬戸康史・宮崎秋人・小芝風花 ほか）（2015年、）
- 引退屋リリー（出演：馬場徹・祐真キキ・宮崎秋人・山崎銀之丞 ほか）（2016年、紀伊國屋ホール 演出）
- つかこうへい七回忌特別公演 新・幕末純情伝（出演：松井玲奈・石田明 ほか）（2016年、銀河劇場、紀伊國屋ホール、梅田芸術劇場メインホール 演出）
- 舞台 ReLIFE（出演：小野賢章・荒井萌 ほか）（2016年、サンシャイン劇場、シアター・ドラマシティ 演出）
- AZUMI 戦国編（出演：川栄李奈・鈴木拡樹・早乙女友貴・小園凌央 ほか）（2016年、Zeppブルーシアター六本木 演出）
- 新・幕末純情伝（出演：松井玲奈・石田明 ほか）（2017年、穂の国とよはし芸術劇場PLAT、沖縄県 中城城跡 特設ステージ 演出）
- 熱海殺人事件 NEWGENERATION（出演：味方良介・文音・多和田秀弥・黒羽麻璃央）（2017年、紀伊國屋ホール 演出）
- 舞台「ちるらん 新撰組鎮魂歌」（出演：花村想太・岩岡 徹・早乙女友貴・馬場ふみか・松本利夫 ほか）（2017年、銀河劇場、森ノ宮ピロティーホール 演出）
- アラタ〜ALATA〜（出演）（2018年、オルタナティブシアター杮落とし公演 演出）
- 熱海殺人事件 CROSS OVER 45（出演：味方良介・木﨑ゆりあ・敦貴・匠海・石田明）（2018年、紀伊國屋ホール 演出）
- つかこうへい生誕70周年特別公演 新・幕末純情伝 FAKE NEWS（出演：北原里英・味方良介ほか）（2018年、紀伊國屋ホール 制作統括）
- 火花 ～Ghost of the Novelist～（原作：又吉直樹 出演：観月ありさ・植田圭輔・石田明・又吉直樹 ほか）（2018年、紀伊國屋ホール、松下IMPホール プロデュース）
- LADY OUT LAW！（出演：矢島舞美・味方良介・神尾佑 ほか）（2018年、品川プリンスホテル クラブeX 演出）
- 熱海殺人事件 LAST GENERATION 46（出演：味方良介・今泉佑唯・佐藤友祐（lol-エルオーエル-）・石田明）（2018年、紀伊國屋ホール 演出）
- フラガール - dance for smile -（出演：井上小百合・矢島舞美・味方良介・有森也実・山崎銀之丞）（2019年、日本青年館ホール、サンケイホールブリーゼ、構成演出）
- 飛龍伝2020（出演：菅井友香・味方良介・石田明他）（2020年、新国立劇場、演出）[3]
- 蒲田行進曲完結編 銀ちゃんが逝く（出演：味方良介・井上小百合・植田圭輔）（2020年、紀伊國屋ホール、演出）
- 熱海殺人事件 ラストレジェンド ～旋律のダブルスタンバイ～（出演：味方良介・愛原実花・池岡亮介・石田明／荒井敦史・新内眞衣（乃木坂46）・松村龍之介・細貝圭）（2021年、紀伊國屋ホール 演出）
- フラガール - dance for smile -（出演：樋口日奈（乃木坂46）・矢島舞美・山内瑞葵（AKB48）・安田愛里（ラストアイドル）・有森也実）（2021年、Bunkamuraシアターコクーン、構成演出）
- 新・熱海殺人事件（出演：荒井敦史・多和田任益／能條愛未・向井地美音（AKB48）／三浦海里・松村龍之介／愛原実花）（2021年、紀伊國屋ホール、プロデュース）
- 修羅雪姫（出演：今泉佑唯／高橋龍輝・細貝圭・松村龍之介／大西桃香（AKB48）・安田愛里（ラストアイドル)／久保田創／吉田智則）（2021年、CBGKシブゲキ、総合演出）
- つかこうへい復活祭2023 新・幕末純情伝（出演：菅井友香／松大航也・高橋龍輝・晃平・関隼汰・北野秀気／吉田智則ほか）（2023年、紀伊國屋ホール、演出）[4]

## テレビドラマ
- 売春捜査官 マイルド（1990年、TBS）
- 代紋TAKE2（1993年讀賣テレビ放送）
- 代紋TAKE2 孤狼の章（1994年、日本テレビ）
- 代紋TAKE2-PART5- 丈二、木更津に死す!（1995年）
- 3番テーブルの客
- 少年タイヤ 名作劇場ドラマシリーズ 青木さん家の奥さん（2002年）

## 映画
- 傷だらけの蝙蝠（1993年）
- スーパースキャンダル（1996年）
- ござまれじ（2003年）